# Рудольф Белин
Рудольф Белин (сербохорв. Rudolf Belin, нар. 4 листопада 1942, Загреб) — югославський футболіст, що грав на позиції півзахисника. По завершенні ігрової кар'єри — тренер.
Виступав за «Динамо» (Загреб) та «Беєрсхот», а також національну збірну Югославії, з якою був учасником Олімпійських ігор та віце-чемпіоном Європи 1968 року.

## Клубна кар'єра
У дорослому футболі дебютував 1960 року виступами за команду «Динамо» (Загреб), в якій провів десять сезонів. З командою він чотири рази ставав віце-чемпіони Югославії в 1963, 1966, 1967 і 1969 роках, а також тричі вигравав Кубок Югославії в 1963, 1965 і 1969 роках. Крім того Белин двічі виступав у фіналі Кубка ярмарків. У 1963 році «Динамо» поступилося «Валенсії» (1:2, 0:2), а в 1967 році виграло трофей, обігравши «Лідс Юнайтед» (2:0, 0:0). При цьому чвертьфіналі другого змагання «Динамо» вдома перемогло «Ювентус» з рахунком 3:0, а останній гол забив Белин. Також Рудольф забив вирішальний гол за «синіх» з пенальті в півфінальному матчі проти «Айнтрахта». Саме завдяки цьому голу «Динамо» вийшло у фінал, в якому клуб виграв свій єдиний європейський трофей. Загалом Белин провів за «Динамо» 410 ігор, з яких 191 — у чемпіонаті, і забив загалом 74 голи.
Завершив ігрову кар'єру у бельгійській команді «Беєрсхот», за яку виступав протягом 1970—1972 років і 1971 року став володарем Кубка Бельгії.

## Виступи за збірну
27 жовтня 1963 року дебютував в офіційних іграх у складі національної збірної Югославії в товариському матчі проти збірної Румунії (1:2), а вже наступного року був включений до заявки команди на футбольному турнірі літніх Олімпійських іграх 1964 року в Японії, де за 5 матчів забив 4 голи.
Згодом у складі збірної був учасником чемпіонату Європи 1968 року в Італії, де разом з командою здобув «срібло», але на поле не виходив.
Останній раз зіграв за збірну 19 жовтня 1969 року проти Бельгії (4:0) у Скоп'є у грі відбору на чемпіонат світу 1970 року. Загалом протягом кар'єри в національній команді, яка тривала 7 років, провів у її формі 29 матчів, забивши 6 голів.

## Кар'єра тренера
Після завершення кар'єри футболіста Белин закінчив школу фізичної культури в Загребському університеті. Більшість тренерської кар'єри провів у системі рідного загребського «Динамо», а також кілька разів ненадовго був головним тренером клубу.
У 1998 році керував канадським клубом хорватських емігрантів «Торонто Кроейша».
Лстаннім місцем тренерської роботи хорвата стала збірна Іраку, головним тренером команди якого Рудольф Белин був протягом з вересня 2001 року по січень 2002 року.

## Титули і досягнення

### Як гравця
- Володар Кубка Югославії (3):

«Динамо» (Загреб): 1962/63, 1964/65, 1968/69
- Володар Кубка Бельгії (1):

«Беєрсхот»: 1970/71
- Володар Кубка ярмарків (1):

«Динамо» (Загреб): 1966/67

### Як тренера
- Володар Кубка Югославії (1):

«Динамо» (Загреб): 1982/83

## Особисте життя
Його брат — Бруно Белин, також був футболістом і виступав за збірну Югославії.